# Turbicellepora smitti
Turbicellepora smitti är en mossdjursart som först beskrevs av Arnold Girard Kluge 1962.  Turbicellepora smitti ingår i släktet Turbicellepora och familjen Celleporidae. Arten är reproducerande i Sverige. Inga underarter finns listade i Catalogue of Life.